# مدوویو (ویرجینیا)
مدوویو (به انگلیسی: Meadowview) یک منطقهٔ مسکونی در ایالات متحده آمریکا است که در شهرستان واشینگتن، ویرجینیا واقع شده‌است. مدوویو ۹۶۷ نفر جمعیت دارد.